# Pianokruk

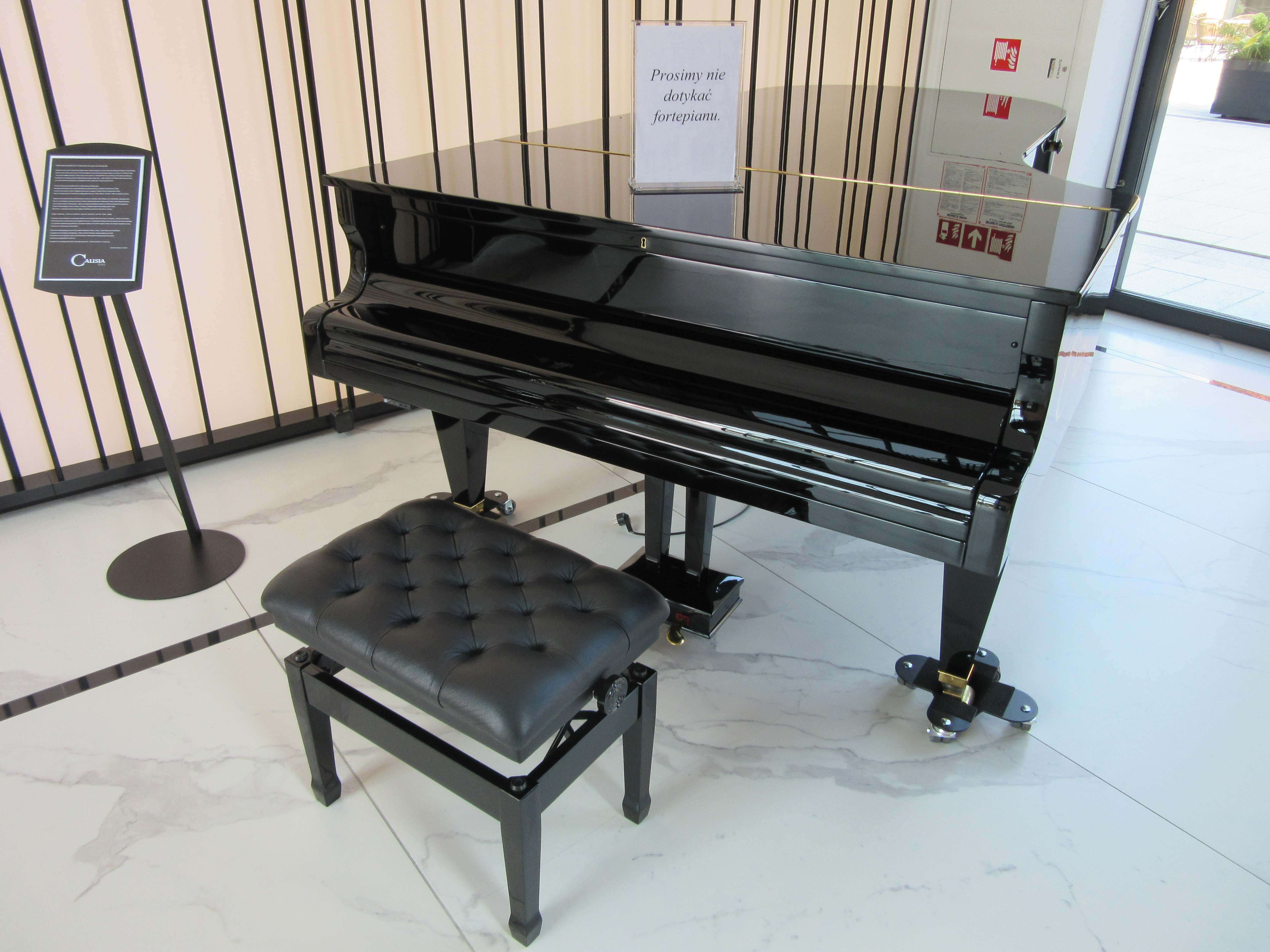
Een vleugel met pianokruk. Opvallend is dat de kruk wieltjes heeft.

Een pianokruk (ook wel pianostoel of pianobank genoemd) is een zitmeubel dat speciaal ontworpen is om achter de piano te kunnen zitten, en biedt meer speelgemak dan een normale stoel.
Een pianokruk is meestal in hoogte verstelbaar en heeft soms onder het zitvlak een compartiment om bladmuziek op te bergen.

## Typen
- De Beethovenstoel (genoemd naar Ludwig van Beethoven): een in hoogte verstelbare stoel met rugleuning. Sommige stoelen hebben aan de achterzijde (achter de rugleuning) een draaiknop om de hoogte in te stellen, anderen werken met een getande klem.
- De draaipoot-kruk: een ronde zitting die bevestigd is aan een schroefdraad op een driepoot, waardoor de zitting door draaien hoger of lager kan worden gesteld.
- De pianobank: een rechthoekig zitvlak zonder rugleuning op een onderstel met vier poten. Dit is de meest gangbare kruk. Door een draaimechanisme onder het zitvlak dat verbonden is met een scharend scharnier kan met twee aan de zijden gemonteerde knoppen de hoogte worden ingesteld. Sommige pianobanken hebben een hydraulisch systeem met een onder het zitvlak gemonteerde 'hoogteverstelhendel'.

## Overige kenmerken
- De meeste pianokrukken hebben een (kunst-)lederen zitting die ietwat opgevuld is met verend materiaal (schuim, watten, of iets dergelijks). Hierdoor is het zitcomfort beter dan bij de harde houten zitting, die vroeger in de pianostoelen gebruikelijk was. Ook stoffen bekleding en gecapitonneerde bekleding komen voor.
- Sommige pianobanken zijn extra breed om quatre-mains-spel mogelijk te maken.
- Sommige pianobanken hebben ook de mogelijkheid het zitvlak iets te kantelen voor een betere ergonomische zithouding.
- Pianokrukken zijn er in vele kleuren en stijlen. Op concertpodia wordt bij de keuze van de kruk vaak de kleur van het instrument aangehouden.
- Sommige pianokrukken hebben een licht gebogen oppervlak, waardoor je in een 'kuiltje' zit. Dit bevordert de stabiliteit bij het spelen, maar heeft als nadeel dat de heupen van de speler minder gemakkelijk van links naar rechts en vice versa kunnen bewegen.
- Een goede pianokruk is zo gebouwd en ontworpen dat hij stabiel staat, niet wiebelt of schuift, en geen bijgeluiden als kraakjes of piepen afgeeft wanneer de speler zich op de kruk bevindt en beweegt.

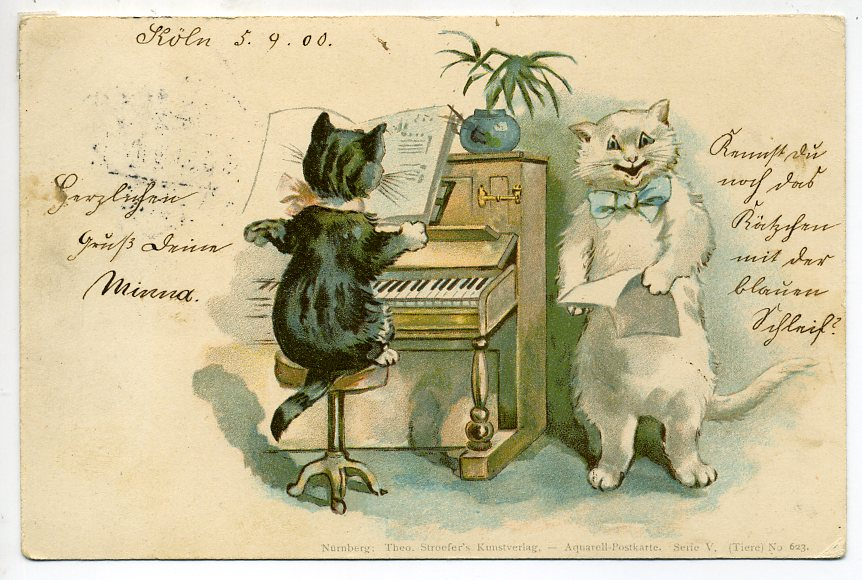
Tekening van kat op draaikruk

## Trivia
- Een aantal pianisten zaagt van de pianokruk een stukje van de poten af, om lager te kunnen zitten. Hierdoor 'hangt' de pianist meer in de toetsen en wordt het armgewicht dus minder door druk en meer door zwaartekracht doorgegeven aan de pianotoetsen. Een voorbeeld van een 'laagzitter' was Glenn Gould, die zijn eigen pianokruk ook dikwijls meenam naar concerten en opnamen.
- De eerste echte pianokrukken werden hoogstwaarschijnlijk aan het begin van de 19e eeuw (rond 1800-1810) ontwikkeld, mede om de pianostemmers gemakkelijker bij de stempennen van rechtopstaande piano's te kunnen laten komen.[1]